# Matelea virginiae
Matelea virginiae är en oleanderväxtart som beskrevs av G. Morillo. Matelea virginiae ingår i släktet Matelea och familjen oleanderväxter. Inga underarter finns listade i Catalogue of Life.